# 女巫营地
女巫营地(英語：witch camp)是非洲加纳的一种女巫避难处，设立目的一般是有偿地为被怀疑是女巫的人提供一个集中的庇护所，以防止她们被反感巫术的邻居们用私刑处死。女巫的家人也可以一起住进来，把庇护所当成他们的家。女巫营只见于加纳，一共有6个，总共居住有约1000名被邻居们怀疑拥有邪恶魔力的女性。这些营地条件极差，其中有些营地据称可能有超过100年的历史。
营中有许多女人都是寡妇，而且被邻居们认为是使用了巫术加害于丈夫以侵吞其财产，为家庭带来了不幸。在加纳，很多这类女人也存在心智不健全的问题，使她们的理解力略低于正常人。在位于嘎巴嘎的一个女巫营中，女人们受到了当地酋长的保护，代价是女人们必须为酋长干活并付给他钱。
这些收容所位于较偏僻的地方，附近几乎找不到旅店。但仍会有来参观的游客。位于Gnani Tindan的女巫营也收容了一些男巫。女巫和男巫们会为游客们讲述他们曾被村民驱逐的不幸往事。营中还有一些所谓的占卜师捣鼓一些宗教仪式性的活动，以给营中的女巫们带来神的启示，或是抵御不吉利的东西。占卜师也参加一些附近村落的葬礼。葬礼是一项很严肃的事务，当地人相信占卜师能在葬礼上与先人的灵魂交流，并推断出死者的死因，以及家中哪一个人可能对其死亡负有责任。有些人只是因为做了一个噩梦而断定家人某人会带来不祥，而且附近的邻居对此也会深信不疑。占卜师有些可能是江湖骗子，他们常会以一种奇怪的传统仪式判断某人是否有使用巫术的嫌疑。他们在嫌疑人前方杀死一只鸡，看它是仰面倒下还是俯面倒下。如果被杀的鸡是仰面倒下，那么他们认为该嫌疑人是无辜的；如果是脸朝地倒下，则该嫌疑人有罪。她必须喝下鸡血以驱逐不详之物的影响，然后会被送到女巫营去。带来不幸的人会遭到村民驱逐，运气好的会有家人保护并被送到庇护所，但运气不好的会被家人嫌弃，甚至会在成功逃到女巫营地前就被村民们直接打死。
遭到歧视的寡妇们无法为自己辩解，也没有丈夫为她们撑腰，而儿子们则常因担心冲击传统信仰会得罪酋长而不敢为自己的家人辩护，因为得罪酋长的青年人有可能失去自己赖以为生的土地。有能力干活的人必须为酋长干活以谋求生计，没能力干活的人和心智有缺陷者只能在营地中以乞讨度日。有些妇女后来曾逃回家中，但又被迫返回营地，而且人们常会发现这些女人只要到家里往返一趟，就会因为受到村民的暴力袭击而少掉一块肉。所以虽然她们理论上可以随时离开营地回到家里，但实际上，她们一旦回家就会有被邻居打死的危险。女巫与男巫相比，在外面更难找到可以从事的体力活和技术活，何况她们大多年龄偏大，所以永远呆在营地是她们唯一的选择。有些女巫与家人一同住在营地中，有些女巫会定期有家人前来看望。
加纳政府曾宣称他们打算关闭所有女巫营，并教育当地居民其实女巫并不存在。
避难营中的人多住在棚屋里。棚屋非常简陋，既不能遮阳，也无法避雨。部分避难营中有一些资源，但无一例外都没有电力供应。曾有不少希望为这些区域提供电力的呼吁，但都被政府无视掉了。附近的社区只在周五才会送来井水，所以他们大部分时间都只能喝距营地2公里外奥提(Oti)河的河水。独住的女巫和男巫们大多年事已高而且身体虚弱，走那么远的地方取水，中间还要下小山坡，是一件不容易的事情。死在这里的人常常只能埋在附近的教堂里，家里人一般是不愿接收尸体的。
Songtaba人权协会的艾诺克·库德乔(Enoch Cudjoe)曾说“尽管当地条件极差，但居住在那里的妇女们仍称那里为‘天堂’”。近年来，一些当地人对女巫一说的观念已经逐渐有了改观。在如Ngani等部分营地，女巫们的孩子多仍没有入学。这些孩子主要是和母亲或者祖母一起生活在营地中，帮她们干活。即使学校里营地很近，他们也常因无法负担学费而不能入学。